# Victor Oberlin
 (septembre 2024).
Si vous disposez d'ouvrages ou d'articles de référence ou si vous connaissez des sites web de qualité traitant du thème abordé ici, merci de compléter l'article en donnant les références utiles à sa vérifiabilité et en les liant à la section « Notes et références ».
Victor Oberlin, né le 5 septembre 1747 à Soleure et mort le 6 novembre 1818, est un homme politique suisse, qui fut membre et président du Directoire de la République helvétique entre 1798 et 1799.

## Biographie
Né à Soleure, sa famille est d’origine alsacienne. Il est d’ailleurs le cousin des pasteurs Jérémie-Jacques et Jean-Frédéric Oberlin.
Oberlin fut membre du comité gouvernemental du canton de Soleure jusqu'en 1798. Afin de répondre tactiquement à la pression bourgeoise en faveur de la participation politique depuis la Révolution française, l’élite, qui gouvernait auparavant de manière oligarchique, avait accepté quelques représentants bourgeois au sein du gouvernement. Après le renversement de l'ordre ancien par l'arrivée des troupes françaises, le 18 avril 1798, avec le soutien des républicains, Oberlin fut élu au premier directoire (gouvernement central) de la République helvétique dont le siège était à Aarau. Il présida le gouvernement républicain à deux reprises, en juin 1798 et en décembre 1798. À la suite du premier coup d'État, il perdit son poste le 7 janvier 1800.